# ТЭМ6
ТЭМ6 — опытный советский шестиосный маневровый тепловоз, производства Брянского завода. Создавался как универсальный локомотив, который после замены тележек или колёсных пар мог работать на железных дорогах с шириной колеи 1000, 1067, 1435 и 1520 мм, причём в условиях как умеренного, так и тропического климата.
Первый тепловоз ТЭМ6-001 Брянский завод выпустил в конце 1970 года. Новый тепловоз во многом был унифицирован с маневровым ТЭМ5 и магистральным ТЭ109, в частности на нём были установлены аналогичные тележки, но с уменьшенной колёсной базой), а применённый дизель 2-6Д49Т (8ЧН26/26) являлся усиленной версией дизеля 6Д49, применённого на ТЭМ5 и созданного в свою очередь на базе дизеля 6Д70 тепловозов ТЭ109. Также, из-за необходимости снижения габаритных размеров локомотива, ряд оборудования был переработан, в том числе, тяговый генератор ГП-319А стал крепиться не на главной раме, а на раме дизель-генератора, а габаритные размеры тяговых электродвигателей ЭД-114Т были рассчитаны на колею 1000 мм. Система управления и возбуждение тягового генератора остались такими же, как на ТЭМ5 — с помощью магнитных усилителей и синхронного подвозбудителя соответственно.
В конце 1971 года завод выпустил второй тепловоз — ТЭМ6-002, который дополнительно был оборудован реостатным тормозом. После прохождения испытаний, оба тепловоза для эксплуатации были направлены промышленным предприятиям. ТЭМ6-001 был переделан на колею 1000 мм и стал эксплуатироваться заводом «Магнезит» на подъездных путях у станции Сатка Южно-Уральской железной дороги. ТЭМ6-002 остался на колее 1520 мм и поступил на промышленные пути предприятия «Мордовцемент» у станции Нуя Горьковской железной дороги.
Основным недостатком этих универсальных локомотивов стал дизель-генератор 18ДГ. Ещё на испытаниях прототипа — ТЭМ5, выявилось, что тяговый генератор ГП-319 имеет на 2—3 % ниже КПД, нежели ТП-300А тепловозов ТЭМ2. Также оказалось, что дизель 6Д49 недостаточно устойчиво работает на холостом ходу, а при переходе с холостого в рабочий режим дизель начинал пускать «медведя» (дымный выпуск). В силу указанных недостатков, больше тепловозы ТЭМ6 не строились.
В 1975 году Брянским заводом были выпущены 2 тепловоза ТЭМ6С, имеющие дизель-генераторные установки и тяговые электродвигатели как у ТЭМ6, и механическую часть (кузов, тележки) как у ТЭМ2.